# Negreni (okręg Botoszany)
Negreni – wieś w Rumunii, w okręgu Botoszany, w gminie Știubieni. W 2011 roku liczyła 909 mieszkańców.